# Pahoroides whangarei
Pahoroides whangarei är en spindelart som beskrevs av Forster 1990. Pahoroides whangarei ingår i släktet Pahoroides och familjen Synotaxidae. Inga underarter finns listade i Catalogue of Life.